# Павло Карагеоргієвич
Павло Карагеоргієвич (сербохорв. Павле Карађорђевић, Pavle Karađorđević, словен. Pavel Karađorđević, 27 квітня 1893, Санкт-Петербург — 14 вересня 1976, Париж) — принц, регент Югославії з 9 жовтня 1934 по 27 березня 1941 року, в період малолітства короля Петра ІІ. До замаху на короля Олександра I в 1934 році взагалі не займався політикою, живучи усамітнено зі своєю сім'єю. Від шлюбу із грецькою принцесою Ольгою з роду Глюксбургів мав синів Олександра (1924—2016), Миколу (1926—1954) і дочку Єлизавету (1936). Після вбивства Олександра I стає згідно з його заповітом одним із трьох членів регентської ради разом з Іво Перовичем та Раденко Станковичем, однак доволі швидко стає головною постаттю в цьому тріумвіраті. У зовнішній політиці проводив курс на віддалення від Франції, намагаючись притримуватись політики нейтралітету та дипломатичного лавірування в складних тогочасних європейських умовах. Усвідомлюючи внутрішню слабкість держави та її уразливість у випадку війни, збирався вирішити національні проблеми в Югославському королівстві. Результатом домовленостей Драгіші Цветковича із Владком Мачеком було створену окрему, автономну Хорватську бановину в 1939 році, що стало першим кроком у майбутній запланованій перебудові централізованої та унітарної Югославії. У своїй діяльності як політик, що приймав доволі складні рішення з проблематичних питань, зіштовхувався із суттєвим опором як сербських опозиційних політиків (особливо членів Радикальної партії), котрих не вдовольняли поступки у внутрішніх питаннях, так і опозиційних хорватських політичних сил, яким часткових поступок було замало.
Розуміючи, що Велика Британія не має ні планів, ні можливості захистити Югославію в разі військово-політичного конфлікту, виступив за вступ держави до Троїстого пакту, що відбувся 25 березня 1941 року. Однак через 2 дні був відсторонений від влади через військовий переворот, який підтримали широкі верстви населення. Після державного перевороту 27 березня 1941 року принца Павла вигнано у Грецію, а потім, після початку вторгнення військ Осі на Балкани, у Кенію, де він перебував під арештом до кінця Другої світової війни. Після свого звільнення з-під арешту жив у Франції, де і помер у 1976 році.

## Біографія
Павло народився у Санкт-Петербурзі 27 квітня 1893 року в сім'ї князя Арсена Карагеоргієвича  та княгині Аврори Павлівни Демідової. Павло доводився племінником майбутньому першому королю Королівства Сербів Хорватів та Словенців — Петру I Карагеоргієвичу (1844—1921). Після розлучення батьків у 1895 році, Павло з 1896 року жив у домі свого дядька (тоді ще князя) Петра у Женеві. Його мати померла у 1904 році. З восьми років він навчався у школі міста Брехбуль (Brechbuhl), яку також відвідувала його двоюрідна рідня, діти Петра I — княгиня Олена, князі Георгій та Олександр. 1903 року, після травневого перевороту 11 червня (29 травня за старим стилем), який поклав край попередній династії Обреновичів на сербському престолі, Петра I було проголошено королем Сербії.
Разом зі своїм батьком князем Арсеном в той час був в  Росії, де батько Павла проходив військову службу. Сербський уряд виклопотав для них особливий статус, і вони у 1904 році отримали сербське громадянство та офіційно стали членами королівського дому. Після цього князь Павло приїхав на батьківщину, де став учнем белградської гімназії до 1912 року. Наступного 1913 року він вирушив до Англії, де вступив до Оксфордського університету. Того ж року за наказом короля Петра I князь Павло отримав чин кавалерійського підпоручика. Восени 1914 року взяв участь у війні. В січні 1915 року захворів на гепатит. До відступу сербського уряду та армії на острів Корфу взимку 1915/1916 років брав участь у дипломатичних місіях в Італії та Англії, а з лютого 1916 року приєднався до генштабу сербської армії. На острові Корфу працював із Міжнародним Червоним Хрестом. Наприкінці січня 1917 року мешкав у Салоніках, де брав участь у підготовці весняного наступу на Салоніцькому фронті. Наступного року вирушив до Лондона на лікування. Після війни знову повернувся в Оксфорд, в коледж Крайст-Черч.
З княгинею Ольгою, старшою дочкою грецького принца Миколи, познайомився у Лондоні, в липні 1922 року. Вони одружились 22 жовтня 1923 року в день хрещення первістка короля Олександра I Карагеоргієвича, спадкоємного принца Петра. Їх свідками на весіллі був герцог Йоркський, майбутній король Георг VI та його дружина Єлизавета, герцогиня Йоркська. В 1924 році в них народився син котрого назвали Олександром.
Починаючи з 1925 року, сім'я живе вже у Белграді, в Старому Палаці. Маючи певні плани, князь Павло засновує у Белграді музей сучасного мистецтва. Будучи ще студентом в Оксфорді, він розповідав своїм друзям що його ціллю є стати директором музею. «Моя країна Сербія не має жодної художньої галереї, а я вже багато років бажаю відкрити галерею в Белграді» — писав князь Павло своїм родичам та друзям у Європі. Він почав скуповувати  картини для свого музею; до весни 1927 року близько п'ятдесяти картин йому було подаровано чи обіцяно віддати до його музею. Окрім того Павло й сам скуповував картини на власний кошт. В 1929 році він заснував музей сучасного мистецтва, котрий розташовувався в палаці княгині Любиці.
В червні 1928 року сім'я княгині Ольги та князя Павла збільшилась — в них народився другий син Микола. Згодом в 1936 році в пари з'явиться ще одна дитина — донька Єлизавета.
Із середини 1933 року король Олександр переїхав в нову резиденцію в Дедині, а Старий палац погодився перетворити на музей. На початку вересня 1932 року, він призначив князя Павла на посаду директора всіх музеїв у Югославії.

## Регент Югославії

### Внутрішня політика
У Марселі 9 жовтня 1934 року в результаті терористичного замаху було вбито короля Олександра I Карагеоргієвича. Згідно з королівським заповітом Павла було призначено регентом королівства на час неповноліття Петра сина Олександра I, котрому на момент смерті батька було 11 років. Окрім того до регентської ради увійшли Іво Перович та Раденко Станкович. Однак по суті влада в державі належала реально тільки Павлу Карагеоргієвичу, в той час два інші члени регентської ради були скоріше формальними особами в регентській раді, ніж ті що визначали стан речей. На цій посаді намісника Павло був до путчу 27 березня 1941 року, коли він був змушений полишити пост й податись у вигнання.
У травні 1935 року відбулися парламентські вибори, що пройшли в умовах наростаючого невдоволення хорватських і словенських опозиційних політичних сил, які все більше й більше протидіяли офіційній, прийнятій за часів Олександра І, політичній доктрині наднаціонального «югославізму», що у свій час призвело до заборони будь-яких національних і націоналістичних елементів, назв та інституцій, що мали вузько етнічний характер. Через ці заборони в Хорватії та Словенії вже існувало доволі суттєве суспільне невдоволення, чим і вирішили скористатись опозиційні та інші заборонені в часи короля Олександра I політичні партії, які, незважаючи на ще формально існуючу заборону, все ж таки наважилися взяти участь у виборах. Однак перемогу здобула коаліція урядових кандидатів, очолюваних діючим  прем'єр-міністром Боголюбом Євтичем, що зібрала 1,7 мільйонів голосів. Об'єднана опозиція, очолювана лідером Хорватської селянської партії Владком Мачеком, набрала 1,07 мільйонів голосів. Однак князь Павло особисто не симпатизував Євтичу, тому мандат на створення нового уряду отримав не він, а член Народної радикальної партії, відомий економіст і фінансист Мілан Стоядинович, який був прем'єр-міністром до 1939 року.
Практично відразу після початку свого регентства Павло запропонував лідеру опозиції хорвату Владку Мачеку почати політичний діалог із метою вирішення хорватського питання. Тому за бажанням регента Мілан Стоядинович та Владко Мачек зустрілися для вирішення цієї проблеми в січні 1937 року. Однак переговори Стоядиновича та Мачека не увінчались успіхом. Останній вимагав прийняття нової конституції і якісну зміну державного устрою Югославії, в той час як сам Павло вважав, що компроміс можна зробити і на основі конституції 1931 року. Сам Стоядинович також не був тим, хто здатен йти на суттєві поступки. Дискусії стосовно цього питання продовжувались і надалі.
Павло Карагеоргієвич у 1937 році провів перемовини стосовно впорядкування відносин між Римо-католицькою церквою та державою. За офіційними даними, в Югославії станом на 1931 рік  48,7 % населення було православного віросповідання, 37,5 % — католицького, 11,2 % — мусульманського. Тому міжконфесійні взаємовідносини були одним з найделікатніших питань в одному ряду із проблемою міжнаціональних відносин. Так, проблема взаємовідносин між православною церквою та державою були впорядковані практично відразу після завершення Першої світової війни. Проєкт конкордату із Папським Престолом був розроблений ще за часів Олександра I і лише його смерть відклала його обговорення в Скупщині. Павло зі М. Стоядиновичем у липні 1937 року виносять цей проєкт на обговорення в Скупщині. Сербська православна церква та особисто тяжкохворий сербський патріарх Варнава Росич категорично виступили проти проєкту конкордату, вважаючи, що він дає занадто багато прав католицькій церкві, вступивши в пряму конфронтацію із владою. На день нової сесії Скупщини 19 липня 1937 року, на якому остаточно виносили проєкт на голосування, було заплановано молебень та ходу для хворого патріарха, що повинні були проходити в Белграді та йти через центральні райони міста. Оскільки це відбувалося в період найбільш гострих дискусій із проблеми конкордату, влада розсудливо заборонила вибраний маршрут, намагаючись відвести його аж до околиць, небезпідставно вбачаючи можливість переростання ходи у дещо більше. Тим не менш хода відбулася за старим маршрутом, і, як і очікувалося, фактично переросла у демонстрацію, що призвело до сутичок із поліцією. Однак Скупщина все одно прийняла цей документ пізніше — 23 липня, 166 голосами за і 129 голосами проти. Синод православної церкви піддав анафемі всіх тих, хто голосував за прийняття конкордату і особисто самого Стоядиновича. Сам же Стоядинович виключив із лав правлячої партії (Югославський радикальний союз) усіх депутатів. хто не проголосував за конкордат. Патріарх Варнава помер того ж дня, через що ходили чутки про те, що його спеціально отруїли.
Однак проєкт конкордату, який мав велике значення для порозуміння в хорватському питанні, пройшовши Скупщину, не отримав підтвердження в сенаті, не набувши таким чином сили закону. Ця обставина ще більше загострила відносини між сербами та хорватами всередині держави, котрі відтепер набували не тільки міжнаціональних, а й міжконфесійних конфліктів.
Нові вибори що відбулися в грудні 1938 року принесли помітні зміни в Скупщину — діюча коаліція М. Стоядиновича набрала 1,6 мільйонів голосів, у той час як опозиційна В. Мачека — 1,3 мільйони голосів. Окрім втрати позиції серед електорату, Стоядинович утратив прихильність Павла через свою непоступливість у діалозі з Мачеком, і тому у лютому 1939 року прем'єр-міністр пішов у відставку. На його місце прийшов Драгіша Цветкович, котрому регент доручив особисте завдання — досягти договору з хорватами. Італійська окупація Албанії в квітні 1939 року ясно дала зрозуміти Павлу що не існує надійної можливості уникнути втручання Югославії в майбутню європейську війну, так що питання компромісу із хорватами набуло життєво-необхідного сенсу, оскільки якщо країна вплутається в конфлікт то невдоволенні етнічні групи, перш за все хорвати, можуть викликати колосальні проблеми для виживання Югославії в надзвичайних умовах як політико-державного утворення. Хорватський фактор міг стати «козирем» для тиску чи дестабілізації королівства в руках зацікавлених країн, зокрема Італії, котра попри миролюбні заяви всіляко підтримувала анти-югославські рухи та угруповання. Так  наприклад рух усташів, очолюваний Анте Павеличем, знайшов надійний прихисток у муссолінівській Італії.
Тому влада прискорює хід перемовин, котрі завершилися порозумінням — 23 серпня 1939 року, після шести місяців дискусій, було підписано угоду Цветковича-Мачека. За цією угодою було створено автономну Хорватську бановину що стала найбільшим національно-адміністративним утворенням на території королівства Югославія. Вона включала територію нинішньої Хорватії разом із 40 % території Боснії та Герцеговини. Було відновлено посаду хорватського бана що став на чолі утворення та мав подвійну відповідальність — перед королем та перед хорватським Сабором. Відновлений Сабор повинен був обиратися шляхом прямого таємного голосування. Окрім того бановина отримала власний бюджет, кошти якого могли витрачатися на розсуд Сабору. Центральна ж влада зберігала за собою контроль над зовнішньою політикою, збройними силами, зовнішньою торгівлею, транспортом та комунікаціями, релігією, гірничодобувною промисловістю, страхуванням та політикою в області освіти. Новим баном став Іван Шубашич а сам Мачек став заступником пре'мєр-міністра.
За зразком законодавства гітлерівської Німеччини, влада Цветковича-Мачека 16 вересня 1939 року приймає два антисемітські закони, однак значно м'якшого характеру: перший, який відносився до євреїв, стосовно дій, що стосуються питань людського харчування, згідно з яким євреям заборонялося торгувати їжею та напоями, і наказ про реєстрацію осіб єврейського походження для студентів вищих навчальних закладів, коледжів, середніх шкіл, згідно з яким у навчальні заклади може вступити такий відсоток осіб єврейського походження, який пропорційний загальному співвідношенню євреїв до решти населення в країні.

### Зовнішня політика
І регент Павло і Мілан Стоядінович що був прем'єр-міністром з 1935 по 1939 роки, обоє виявляли все більш помітну схильність до країн Осі. Вже 25 березня 1937 року Італія та Югославія підписали договір про дружбу та ненапад. Однак головною проблемою стають взаємовідносини із Німеччиною, котра після аншлюсу Австрії в березні 1938 року отримала безпосередній кордон із Югославією. 1 червня 1939 року князь Павло відвідав Берлін, в честь чого Гітлер влаштував військовий парад, котрий справив помітне враження на регента королівства. 19 липня 1939 року британський король Георг VI нагородив Павла Карагеоргієвича вищим лицарським орденом — Орденом Підв'язки. З цього приводу король та королева влаштували офіційний прийом в Букінгемському палаці, в котрому брали участь 900 осіб. Коли розпочалась Друга світова війна Югославія оголосила про свій нейтралітет. Князь Павло від самого прийняття регентства в 1934 році, робив все що було можливе  в його силах для того щоб уникнути втягування країни у війну. Це значною мірою було проти політики Великої Британії, котру не влаштовувала пасивна позиція Югославії стосовно цього питання.
12 січня 1941 року британський посол у Белграді Рональд Кемпбелл повідомив князя Павла про те, що Велика Британія вважає політику югославського нейтралітету «нестійкою», виразивши таким чином бажання Британії бачити чітке рішення стосовно дипломатичної позиції королівства. 14 лютого того ж року Драгіша Цветкович та Олександр Цинцар-Маркович зустрілись з Адольфом Гітлером у Зальцбурзі. На цій зустрічі Югославії запропонували вигідні умови за вступ держави до Троїстого пакту, але вони були відхилені. Зустрічаючись із все більш зростаючим тиском Німеччини по врегулюванню дипломатичного статусу Югославії, князь Павло намагається знайти союзників котрі б у військовому та фінансовому плані підтримали б Югославію у випадку війни. Однак британський посол уникав прямої та конкретної відповіді на прохання про допомогу від Павла, натомість запропонувавши сформувати регентові разом із Грецією та Туреччиною військовий союз для протистоянню німецькій експансії на Балканах. Павло відсилає свого радника Владислава Стакича до Б. Муссоліні в надії переконати його в необхідності підтримати югославський нейтралітет. Однак Муссоліні виступив із зустрічною пропозицією угоди між Белградом та Римом котра окрім всього іншого передбачала б ще й італійські гарантії того що Югославія отримує доступ до Егейського моря. Принц Павло однак не міг прийняти такої пропозиції через те що вона прямо зачіпала суверенітет тоді дружньої для Югославії держави. Павлу не вдалось дістати підтримки й від посла США у Белграді — Артура Лейна, котрий виказав думку про те що Югославія повинна протистояти агресії якщо бажає зберегти свою незалежність, але він неможе гарантувати що США можуть вчасно підтримати югославську боротьбу. Останню і невдалу спробу зберегти нейтральність Югославії вчинив югославський посол у Москві Мілан Гаврилович.
Після безуспішних спроб заручитись підтримкою югославського нейтралітету з боку великих світових держав князь Павло вирушив 4 березня 1941 року в Берхтесгаден на таємну зустріч із Гітлером. Під час зустрічі, котра тривала п'ть годин, був також присутній Ріббентроп. На Павла знову було здійснено дипломатичний тиск. Кінець кінцем Павло погодився на остаточне обговорення пропозиції вступу Югославії до Троїстого пакту. Після цього, 6 березня 1941 року відбулось зібрання Королівської ради Югославії, під час котрої Павло проінформував всіх присутніх про результати зустрічі із Гітлером, та повідомив про рішення втупити до пакту. Прийняттю рішення передували дискусії стосовно неготовності Югославії до серйозного військового конфлікту із Німеччиною, і про те що королівство не може розраховувати на дієву допомогу дружніх країн.
Військовий путч
На момент прийняття рішення про долю країни, князь мав два вибори: прийняти пропозицію про приєднання до Троїстого пакту Адольфа Гітлера, чи протистояти йому із вельми слабкою, в порівнянні із німецькою, армією, котра як і держава страждала від міжетнічних проблем що знижували її боєздатність. Уряд Павла та королівська рада надали перевагу першому варіанту. Тому вже 25 березня у Відні, Югославія підписала угоду про вступ до Троїстого пакту. Зі сторони Югославії його підписав Драгіша Цветкович та Олександр Цинцар-Маркович, з боку Німеччини — Йоахім фон Ріббентроп, з боку Італії — Галеаццо Чіано, зі сторони Японії — Хіросі Осімою. За його умовами держави Осі повинні були поважати державний суверенітет та територіальну цілісність Югославії. За Віденським протоколом країні Осі також не повинні були розміщувати свої військові формування на території Югославії, військовий транзит через територію королівства також виключався. Окрім того гарантувалась неучасть військ Югославії у військових діях та акціях країн Осі.
Після прибуття з Відня Драгіша Цветкович представив доповідь Павлу про підписання Троїстого пакту, після котрої регент вдправився потягом на відпочинок в Брдо, що у Словенії. Однак підписання пакту спричинило бурхливе невдоволення в країні. Вже 26 березня із самого ранку після оголошення відомостей про підписання пакту, невдоволений люд у великих містах країни, і, особливо, у Белграді почав акції протесту. Люди скандували гасла «Краще війна ніж пакт», «Краще померти, ніж стати рабом». До того ж існувала незгодна група офіцерів вищого ешелону та югославських політиків котрі були проти зближення і тим більше пакту із країнами Осі. Тому вже 27 березня було здійснено військовий переворот котрий очолив генерал військово-повітряних сил Душан Сімович. Сам Павло дізнався про путч наступного ранку, коли він був у Вінковцях (Хорватія) але він продовжив шлях. 28 березня Душан Сімович, ставши вже прем'єр-міністром наказує генералові Петру Недельковичу взяти під конвой Павла та конвоювати його з містечка Брежиц (неподалік Загребу) назад до Белграду. В той же момент Павло прибув до Загребу мав коротку зустріч із Влатком Мачеком — лідером Хорватської селянської партії котра визнала Віденський протокол. Мачек йому пропонував скористатись послугами Четвертої армії що базувалась в цьому регіоні і складалась повністю з хорватів, та маючи за собою ці вірні йому частини почати перемовини із заколотниками. Однак Павло відхилив пропозицію Мачека мотивуючи цю відмову тим що він не бажає спровокувати громадянську війну в країні та поставити під загрозу життя членів його сім'ї що в той час мешкали у Белграді. Тому він прибув до Белграду у супроводі бана Івана Шубашича. По прибутті в Белград Павло підписує документ про свою відставку у присутності генерала Сімовича, Мірковича та професора Радоя Кнежевича, після чого йому дозволили зустрітись із своєю сім'єю. Павлу із його сім'єю дали чотири години на збори, і в одинадцятій годині вечора колишній регент зі своєю сім'єю сіли на потяг та вирушили в напрямку грецького кордону. В той же день 17-ти річного сина Олександра I — Петра II  оголосили «достроково повнолітнім» котрий тепер став королем.
Новий уряд Сімовича заявив про відмову від ще не ратифікованого пакту, що привело Гітлера у стан сказу. Після цього моменту він ввідає наказ про підготовку  плану вторгнення до Югославії. Напад розпочався 6 квітня 1941 року, і вже за 11 днів Югославія атакована з усіх сторін військами Осі була окупована. 17 квітня Югославія підписує акт про безумовну капітуляцію.

#### Вигнання
Вимушений піти у вигнання, принц Павло виїжджає до грецьких Салонік, а потім до Каїру, де через кілька тижнів під пильним наглядом британської розвідки його було перепроваджено до Найробі (Кенія). Через важкий та незвичний клімат в нього почалися проблеми зі здоров'ям, і в 1943 році його переміщують до Йоганнесбургу (Південна Африка).

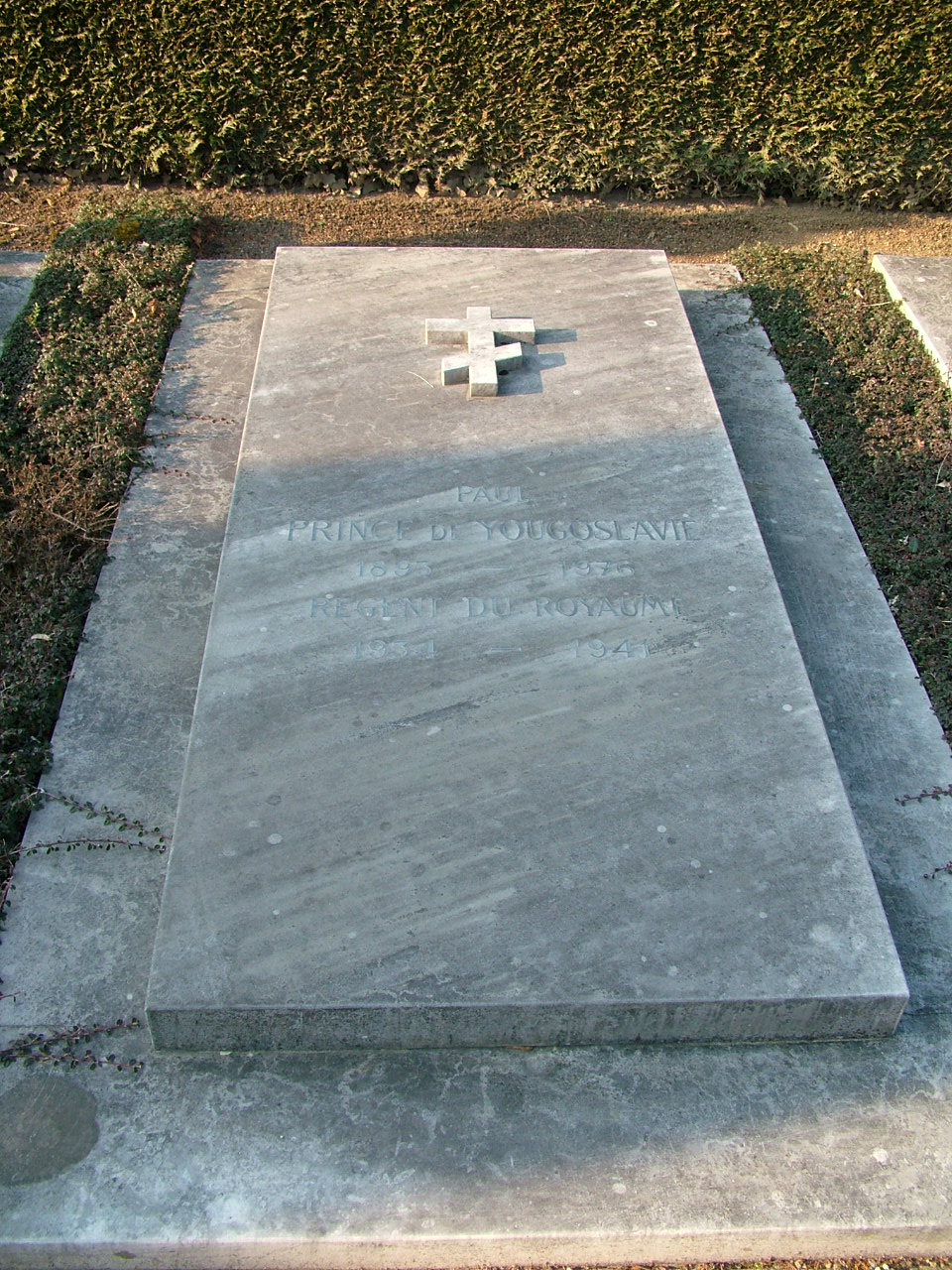
Могила принца Павла

Після приходу комуністів до влади в Югославії, йому та всім членам королівської сім'ї Карагеоргієвичів було заборонено повертись на батьківщину, а все їх майно підлягало конфіскації. Рішенням Державної комісії по розслідуванню справ злочинів окупантів та їх прибічників, князя Павла було проголошено зрадником народу через його політику котра зближала країну із країнами Осі.
Доля не посміхалась йому, аж доки в 1947 році, коли британський король Георг та королева Єлизавета відвідали Йоганнесбург і мали аудієнцію із князем Павлом та княгинею Ольгою. З новим швейцарським паспортом та візою Павло із сім'єю прибули до Женеви наприкінці жовтня 1948 року. Невдовзі йому було дозволено відвідати Об'єднане королівство. Після смерті короля Георга VI в лютому 1952 року його було запрошено у Віндзор де він був присутнім на похороні свого друга. В наступному році, як королівський родич він також був запрошений на коронацію британської королеви Єлизавети II.
12 квітня 1954 року сім'ю Павла та Ольги спіткало велике горе — в автомобільній аварії неподалік від Лондону розбився їхній син Микола. Сам Павло жив ще довгих 22 роки. Він подорожував вже значно менше ніж колись, але його любов до мистецтва не зменшилась. Ближче під кінець життя він часто бував в своїх улюблених музеях та галереях.
Принц Павло Карагеоргієвич помер 14 вересня 1976 року в Парижі. Він був похований на кладовищі в Лозанні, Швейцарія, де його прах лежав до 2012 року, коли 28 вересня було вирішено перепоховати прах Павла, княгині Ольги та сина Миколи у соборі Священномученика Георгія Побідоносця в Опленаці, який є родовою усипальницею роду Карагеоргієвичів.